# Hospital Sueco-Noruego
El Hospital Sueco-Noruego fue una institución hospitalaria fundada en 1937 en Alcoy (Alicante), pionera en su época y surgida en el contexto de la guerra civil española.

## Historia

### Creación
El inicio de la guerra civil española, en el año 1936, despertó en la sociedad escandinava la solidaridad de la población más progresista hacia a la España republicana y democrática. Pocos meses después del inicio de la guerra, tanto en Noruega como en Suecia se constituyeron comités de ayuda a España. Éstos, estaban impulsados por organizaciones sociales y políticas de variada naturaleza, generalmente progresista, y que recaudaron fondos monetarios para la ayuda humanitaria al pueblo español.
Gracias a esta recaudación popular fue posible la ayuda humanitaria escandinava, que en la primavera de 1937 creó en Alcoy el Hospital Sueco-Noruego. El hospital fue rápidamente dotado de material y personal sanitario.
Según el profesor Ángel Beneito Lloris (historiador alcoyano que ha publicado un libro sobre este tema), el comité conjunto escandinavo contactó en febrero de 1937 con la ministra de sanidad, Federica Montseny, ofreciéndole un hospital completo valorado en unas 250.000 coronas para atender a los heridos del frente bélico. A cambio, los nórdicos sólo pidieron un espacio adecuado y alejado del frente. Después de barajar diferentes opciones, la República seleccionó un edificio de reciente construcción en Alcoy (en la retaguardia), que estaba destinado a albergar la Escuela Industrial y todavía por inaugurar.

### Funcionamiento durante la guerra
El hospital se inauguró como tal, el 25 de abril de 1937 y unas 30 personas (entre médicos, enfermeras y personal auxiliar) se desplazaron a Alcoy para atender este hospital de campaña. Antes de delegar la atención del hospital (tras el verano de 1937), se aseguraron que el Sueco-Noruego quedara en manos de un médico de prestigio. Se eligió al doctor Manuel Bastos Ansart, una autoridad en el tratamiento de heridas de guerra que llegó a Alicante desde Madrid, donde trabajaba en el Hospital Militar número 1. Éste pasó a dirigir los quirófanos, pero declinó dirigir el hospital, que finalmente asumió el doctor Alonso Encalado Ruano.
Después de la marcha de los nórdicos, el nuevo centro se denominó Hospital Militar Base, y acogió enfermos y heridos hasta el 16 de octubre de 1938, cuando fue atacado en el cuarto bombardeo que sufrió la ciudad. Unos proyectiles explotaron al lado del hospital, si bien, no hubo que lamentar víctimas mortales, las autoridades sanitarias decidieron evacuar el hospital, trasladando a los pacientes a otros dos centros de campaña en Onteniente y Villajoyosa. En ese momento el hospital contaba con unas 700 camas y unos 685 pacientes.

### Posguerra
El papel del actual Edificio Viaducto de la Escuela Politécnica Superior de Alcoy (EPSA) no finalizó en ese momento, ya que al ganar las tropas franquistas en 1939, pasó a ser utilizado como prisión.
En 1943 finalmente el edificio dejó de funcionar como prisión y fue asumido por el Ministerio de Educación para la recuperación de la Escuela Industrial (para la cual había sido construido a principios del siglo XX). Los sótanos que antes fueron celdas pasaron a ser aulas docentes y laboratorios de investigación.

## Impulsores
El Dr. Manuel Bastos Ansart era una autoridad internacional en el tratamiento de heridas de guerra. Creó el primer Instituto Ortopédico y de Rehabilitación de Inválidos, era vicepresidente de la Academia Medicoquirúrgica Española y había fundado la Sociedad Española de Cirugía Ortopédica y Traumatología. El Dr. Bastos publicó numerosos artículos y libros sobre el tratamiento de las fracturas y de heridas por arma de fuego. Al finalizar la guerra y tras la conversión del hospital en prisión, el Dr. Bastos fue detenido y condenado a 12 años y un día de prisión por ayuda a la rebelión, que cumplió trabajando en el Hospital Provincial de Castellón sin salir de él. Murió el 21 de enero de 1973 estando en posesión de diferentes premios, entre los cuales estaba el Premio Virgilio, distinción que se otorga a los cirujanos más eminentes de nuestro país.
El doctor Bastos tuvo gran relación con el médico noruego Kristian Gleditsch y su mujer Nini Haslund, quien gestionó el centro sanitario. Según Beneito, esta mujer fue «la persona de la delegación escandinava que pasó más tiempo en Alcoy y que más ayudó directamente al buen funcionamiento del centro».
Por otros motivos bien diferentes ha habido personas ligadas a este edificio, como el alcalde republicano Evaristo Botella, el poeta Joan Valls, el sindicalista Enrique Vañó y el anarquista Enrique Barberá, Carrasca. Fueron algunos de los centenares de prisioneros políticos que pasaron por este edificio y algunos de los cuales acabaron siendo ejecutados por los franquistas.
Nils Petter Gleditsch, es hijo de Kristian Gleditsch (médico) y de Nina Haslund (gestora del Hospital Sueco-Noruego), además es miembro del International Peace Research Institute, Oslo (PRIO), donde edita un periódico sobre investigación por la paz. Recientemente tuvo la oportunidad de realizar una emotiva visita a este edificio.

## Titularidad
Tras 104 años desde su cesión, actualmente la finca del edificio Viaducto está inscrita en el Registro de la Propiedad de Alcoy a nombre de la Universidad Politécnica de Valencia. 
Inicialmente el único propietario de la finca, desde el año 1785, era la “Corporación Fábrica Paños Alcoy” (actualmente La Textil Alcoyana). En 1906 la citada entidad cedió la finca gratuitamente al Estado (Ministerio de Instrucción Pública) para la construcción de un edificio educativo que albergara las dos Escuelas, Elemental y Superior de Industrias de Alcoy. Tras sucesivos cambios de denominación, en 1972 la Escuela de Ingeniería Técnica de Alcoy se integró en la Universidad Politécnica de Valencia y posteriormente en 1985 el Estado traspasó las universidades y sus propiedades a la Comunidad Valenciana. Ese mismo año la Universidad Politécnica de Valencia asumió la titularidad de los bienes traspasados por el Estado al constituir su Consejo Social. En el año 2010, tras documentar todas estas vicisitudes históricas, el Registrador tuvo a bien inscribir la finca a nombre de la Universidad Politécnica de Valencia (previa inscripción a favor del Estado).